# Montreuil-sur-Maine

Montreuil-sur-Maine este o comună în departamentul Maine-et-Loire, Franța. În 2009 avea o populație de 701 de locuitori.